# La cocina
La cocina (Spaans voor De keuken) is een Mexicaans-Amerikaanse dramafilm uit 2024, geregisseerd en geschreven door Alonso Ruizpalacios en gebaseerd op het toneelstuk The Kitchen van Arnold Wesker uit 1957.

## Verhaal
The Grill is een eethuis in New York waar op een doorsnee vrijdag duizenden klanten worden bediend. Omdat er geld uit de kassa is verdwenen, worden alle arbeiders ondervraagd. De meesten van hen zijn illegale immigranten die moeite hebben om een baan te vinden. Een van de koks is Pedro, een jonge Mexicaan, een dromer en een onruststoker, die verliefd is op Julia, een Amerikaanse serveerster die zich niet wil binden aan een vreemdeling zonder papieren. Rashid is de eigenaar van The Grill en hij heeft beloofd Pedro te helpen met zijn papieren. Maar wanneer Pedro ervan wordt beschuldigd het geld te hebben gestolen en vervolgens ontdekt dat Julia een abortus heeft ondergaan, gaat hij door het lint.

## Rolverdeling
| Acteur               | Personage |
| -------------------- | --------- |
| Raúl Briones Carmona | Pedro     |
| Rooney Mara          | Julia     |
| Anna Diaz            | Estela    |
| Motell Foster        | Nonz      |
| Oded Fehr            | Rashid    |
| Laura Gómez          | Laura     |
| James Waterson       | Mark      |
| Lee Sellars          | Chef      |
| Eduardo Olmos        | Luis      |

## Release
La cocina ging op 16 februari 2024 in première op het Internationaal filmfestival van Berlijn in de competitie voor de Gouden Beer.

## Prijzen en nominaties
De belangrijkste:
| Jaar | Prijs                                   | Categorie   | Genomineerde(n)     | Uitslag     |
| ---- | --------------------------------------- | ----------- | ------------------- | ----------- |
| 2024 | Internationaal filmfestival van Berlijn | Gouden Beer | Alonso Ruizpalacios | Genomineerd |